# K-314
Il K-314 è stato un sottomarino a propulsione nucleare della Voenno-morskoj flot appartenente alla classe Victor I protagonista, il 20 marzo 1984, di un incidente con la portaerei statunitense Kitty Hawk. Il 10 agosto 1985, il sottomarino K-314, con a bordo l'equipaggio del K-454, si trovava presso il cantiere navale della baia di Chazhma, fuori Vladivostok. quando fu rilevata una perdita di liquido, circa 10 litri/ora, dal circuito di raffreddamento di uno dei reattori. Durante le operazioni di rifornimento del reattore SCR di sinistra, poiché le barre di controllo erano state rimosse in modo errato, si verificò una parziale depressurizzazione del nocciolo che provocò il rilascio di grandi quantità di radioattività, contaminando un'area di 6 chilometri di lunghezza sulla penisola di Shotovo e il mare fuori dal cantiere navale. Nell'incidente morirono dieci persone.

## Storia
Il sottomarino K-314, appartenente alla Classe Victor I (Project 671 Ruff) progettata dal Centro studi Malakhit, fu impostato presso il cantiere navale Novoadmiralteysky di Leningrado il 5 settembre 1970, varato il 28 marzo 1972, ed entrato in servizio il 6 novembre dello stesso anno, assegnato alla flotta del Nord. Tre unità della Classe Victor I, il K-314, il K-454 e il K-469 erano destinate alla flotta del Pacifico, e furono completate secondo il progetto modificato 671B. La differenza era che, oltre ai siluri tradizionali, erano equipaggiati con il sistema missilistico antisommergibile a cambiamento d'ambiente RPK-2 V'juga, entrato in servizio il 4 agosto 1969. Il siluro-missile assicurava la distruzione di obiettivi sottomarini, di superficie e costieri con un'arma nucleare a una distanza di 10-40 km. Veniva lanciato dai normali tubi lanciasiluri da 533 mm da una profondità di 50-60 m.
Il 4 dicembre l'unità fu assegnata alla 3. DiPL della 1. FPL KSF. Tra il 20 gennaio e il 3 maggio 1974 il K-314, insieme al K-201, all'incrociatore lanciamissili Marshal Voroshilov, alla nave passeggeri Bashkiriya, e alla nave appoggio PM-129 salparono dalla base navale di Zapadnaya Litsa, penisola di Kola, circumnavigarono l'Africa e arrivarono nella baia di Krašeninnikov, Kamčatka. Comandante del sottomarino K-314 era il primo capitano V.P. Gontarev, mentre comandante della formazione navale il contrammiraglio R.A. Golosov. Il 27 maggio fu trasferito in servizio alla 45. DiPL della 2. FPL KSF di stanza nella baia di Krašeninnikov. Tra il 1976 e il 1977 completò cinque missioni operative, e nel 1977 il suo equipaggio fu classificato come il migliore della flottiglia sottomarini. Nell'aprile 1980, mentre effettuava una missione di pattugliamento per scoprire eventuali navi prima di una esercitazione tattica nelle acque della Kamčatka, scoprì un sottomarino nucleare americano e lo inseguì per 11 ore alla velocità di 30 nodi alla distanza di 10-15 chilometri utilizzando il sonar attivo per spingerlo nel mare di Okhotsk. L'inseguimento fu interrotto solo per ordine del comando della flotta del Pacifico. Nel 1982 fu trasferito in servizio presso la 26. DiPL della 2. FPL della KTOF di stanza nella baia di Fokino, a 130 km da Vladivostok.
All'inizio del marzo 1984, il gruppo di attacco (Carrier Strike Group) dell'US Navy, composto dalla portaerei Kitty Hawk e da sette navi da guerra di scorta, entrò nel Mar del Giappone per condurre una esercitazione programmata, nome in codice di Team Spirit-84, con la marina della Corea del Sud. Per osservare gli americani, il K-314 prese il mare con il compito di scoprire ed inseguire la portaerei. Il 14 marzo il K-314 individuò la portaerei iniziando a seguirla. Il 20 marzo, a causa del maltempo, il K-314 perse la Kitty Hawk e il capitano Vladimir Evseenko decise di salire a una profondità di soli 10 metri per valutare la situazione.
Attraverso il periscopio Evseenko fu sorpreso di scoprire che l'intero gruppo di navi americane era a soli 4-5 chilometri di distanza, e inoltre il K-314 si stava dirigendo verso di loro a tutta velocità. Il capitano diede immediatamente ordine di immergersi, ma era troppo tardi, e il K-314 e la Kitty Hawk entrarono in collisione. Dopo il primo urto non furono rilavati danni evidenti, ma il secondo danneggiò l'elica rompendo una pala che rimase conficcata nello scafo della Kitty Hawk. Il primo, molto probabilmente, aveva fatto rotolare sul dorso il K-314, salvando così la vela, il periscopio e le antenne, ed aveva piegato lo stabilizzatore. Il sottomarino sovietico fu costretto ad emergere tra le navi americane che si allontanavano, e dato i danni richiese l'assistenza di un rimorchiatore oceanico che giunse qualche giorno dopo. La fregata Harold E. Holt rimase sulla scena per diversi giorni, offrendo più volte assistenza al K-314, cosa che fu rifiutata dal capitano del sottomarino. Diversi aerei americani sorvolarono il K-314 riprendendolo dall'alto. Mentre i marinai sovietici stavano aspettando le navi di rimorchio di emergenza, il K-314 ricevette una visita volante da diversi caccia americani della Kitty Hawk, che non sprecarono l’opportunità di ispezionare il sottomarino sovietico dall’alto. Quando i sommozzatori americani rimossero la pala dell'elica del K-314 trovarono anche parte dei rivestimento anecoico del sottomarino che fu esaminato dall'intelligence della marina. 
La portaerei riportò invece un danno a prua di 40 metri, che causò la fuoriuscita in mare di migliaia di tonnellate di carburante per jet. Al momento dell'incidente, a bordo della portaerei vi erano diverse dozzine di armi nucleari e il sottomarino aveva a bordo due siluri con una testata nucleare. La Kitty Hawk arrivò alla base di Subic Bay, nella Filippine, e poi entrò nel cantiere navale di Yokosuka per le opportune riparazioni. Gli americani accusarono il capitano del sottomarino sovietico dell'incidente e il comando navale sovietico del Pacifico ne convenne. Vladimir Evseenko fu sospeso dalla carica di capitano e continuò il suo servizio a terra.
Tra il mese di marzo e l'agosto successivo il K-314 completò le riparazioni a Vladivostok, rientrando in servizio il 24 agosto.
Il 10 agosto 1985, il sottomarino K-314, con a bordo l'equipaggio del K-454, si trovava presso il cantiere navale della baia di Chazhma, fuori Vladivostok. quando fu rilevata una perdita di liquido, circa 10 litri/ora, dal circuito di raffreddamento di uno dei reattori. Dopo aver spento la pompa la perdita si interruppe, e il K-314 ricevette il permesso di trasferirsi nella propria base alla baia di Fokino. Durante le operazioni di rifornimento del reattore SCR di sinistra, poiché le barre di controllo erano state rimosse in modo errato, si verificò una parziale depressurizzazione del nocciolo che provocò il rilascio di grandi quantità di radioattività, contaminando un'area di 6 chilometri di lunghezza sulla penisola di Shotovo e il mare fuori dal cantiere navale. Nell'incidente morirono dieci persone che lavoravano al rifornimento di carburante della nave. La successiva indagine appurò che l'incidente era dovuto alla scarsa organizzazione del servizio sul sottomarino, la scarsa professionalità del personale, la violazione di tutte le istruzioni operative e dei documenti guida, e dal fatto che non era stata presa alcun tipo di precauzione.
Nell'inverno del 1986 sul K-314, all'ancora nella baia di Pavlovsky, l'equipaggio del K-469 riparò la valvola di arresto BOIR. Rimase nominalmente in servizio fino al 14 marzo 1989 quando fu radiato e destinato ad essere demolito. Nel 2008 si trovava ancora a Pavlovsky, dove nel 2009 iniziò la costruzione di un rifugio protetto dove ricoverare l'unità e i suoi reattori. Nell'autunno del 2010, nell'ambito del sistema di ricerca FAKEL, fu approvato lo smantellamento del sottomarino con la formazione di un blocco a tre compartimenti senza scaricare il combustibile nucleare esaurito dai suoi reattori. L'appalto per questa operazione fu dato dalla Rosatom alla JSC DVZ Zveda. Per trasferire il K-314 dal suo ancoraggio al posto dove sarebbe stato smantellato venne organizzato un progetto di rimorchio, con l'adozione di misure organizzative e tecniche per garantire la sicurezza del personale dalle radiazioni e la galleggiabilità del sottomarino nelle fasi di trasferimento. La nave, con equipaggio civile, fu trasferita alla JSC DVZ Zveda di Bolshoi Kamen tra il 2010 e il 2011. Il 12 novembre 2011 iniziò il trasferimento del blocco formato da tre compartimenti contenente i reattori al rifugio n.2 del punto di isolamento costiero della baia di Razboinik. L'operazione fu svolta su decisione del governo della Federazione Russa prima del vertice dei Capi di stato dell'APEC tenutosi a Vladivostok nel 2012. Posizionato su un apposito pontone, il blocco a tre compartimenti fu trasferito al rifugio n.2 tramite una galleria sottomarina e posto su un apposito scalo di alaggio. Il resto del K-314 fu demolito.

### Annotazioni
1. ↑  Ricorda il capitano David N. Rogers della Kitty Hawk: abbiamo fatto partire immediatamente due elicotteri per vedere se potevamo fornire loro assistenza, ma il sottomarino sovietico non sembrava aver subito danni ingenti.

### Fonti
1. ↑  Hampshire 2020, p. 21.
2. 1 2 3 4  Bellona.
3. 1 2 3 4  Snariad.
4. 1 2 3 4 5 6 7 8 9 10 11 12 13 14 15 16 17 18 19  Deepstorm.
5. 1 2 3 4 5 6 7 8 9 10 11 12 13 14 15 16 17 18  Russia Beyond.
6. ↑  Hampshire 2020, p. 42.
7. ↑  Hampshire 2020, p. 44.